# 马特斯堡附近罗尔巴赫
马特斯堡附近罗尔巴赫是奥地利布尔根兰州马特斯堡县的一个市镇。总面积15.23平方公里，总人口2718人，人口密度178.5人/平方公里（2001年）。